# 科佩克福爾斯 (紐約州)
科佩克福爾斯（英語：Copake Falls）是位於美國紐約州哥倫比亞縣的普查規定居民點。

## 人口
根據2020年美國人口普查的數據，科佩克福爾斯的面積為0.58平方千米，皆為陸地。當地共有人口181人，而人口密度為每平方千米312.07人。